# Pravdîne, Bilozerka
Pravdîne (în ucraineană Правдине) este localitatea de reședință a comunei Pravdîne din raionul Bilozerka, regiunea Herson, Ucraina.

## Demografie
Componența lingvistică a localității Pravdîne
     Ucraineană (94,84%)
     Rusă (4,54%)
     Alte limbi (0,49%)
Conform recensământului din 2001, majoritatea populației localității Pravdîne era vorbitoare de ucraineană (94,84%), existând în minoritate și vorbitori de rusă (4,54%).